# Gare de Milliken
La gare de Milliken est une gare de trains de banlieue à Scarborough, dans le nord-est de Toronto en Ontario. La gare est située au sud de Steeles Avenue entre Kennedy Road et Midland Avenue. La gare est située à côté des mails Pacific et Splendid China. La gare est desservie par la ligne Stouffville de GO Transit.

## Situation ferroviaire
La gare est située au point milliaire 52,9 milles (85,1 km) de la subdivision Uxbridge de Metrolinx, à voie unique, entre les gares d'Agincourt et d'Unionville.
Au nord d'Agincourt, le train de Stouffville traverse une autre zone résidentielle avant d'entrer dans une autre zone industrielle au nord de Finch Avenue. Le train s'arrête à Milliken, juste avant Steeles Avenue. Le train traverse Steeles Avenue à un passage à niveau, passe devant l'emplacement de la gare originale et continue vers le nord. Après la 14e avenue, deux voies descendent dans une tranchée en béton pour passer sous la subdivision York du Canadien National. En remontant, le train passe sous l'autoroute 407 avant de s'arrêter à Unionville.

## Histoire

### Toronto & Nipissing Railway
La communauté de Milliken a été fondé en 1807 sous le nom de « Milliken's Corner » et nommée d'après « Norman Milliken », propriétaire d'une scierie dans la région. Le village s'est développé, tout comme les lignes ferroviaires voisines. La subdivision Uxbridge a débuté sous le nom de Toronto and Nipissing Railway (ou T&N). La ligne a été ouverte de Toronto à Uxbridge en juillet 1871, et a ensuite été prolongé jusqu'à Coboconk en 1872. La ligne a été construite avec un écartement étroit de 3 pieds 6 pouces, au lieu de l'écartement standard.
Contrairement à d'autres gares sur la ligne, Milliken était un arrêt sur demande. Il s'agit de gares où il n'y avait pas d'arrêt prévu, mais si un passager voulait descendre du train, il devait en informer le chef de train à l'avance afin que celui-ci puisse demander au mécanicien de s'arrêter à cet endroit. Pour monter, il fallait faire signe au train qui approchait à l'aide d'un grand drapeau rouge. Étant un arrêt sur demande, Milliken a commencé sans aucune caractéristique. Cela a changé en 1876, lorsqu'un abri d'attente a été installé. L'achat de billets se faisait probablement dans les hôtels voisins ou auprès du conducteur à bord du train.
En 1881, Milliken bénéficie d'un service régulier de transport de passagers. Cependant, l'écartement étroit des rails posait des problèmes, car il ne permettait pas de se connecter à des chemins de fer à écartement standard. Près de trois ans plus tard, en janvier 1884, le Midland Railway s'est loué au Grand Tronc, qui a ensuite pris le contrôle total du Midland Railway en 1893, lequel a à son tour été fusionné au Canadien National en 1923.

### Canadien National
Après la Seconde Guerre mondiale, face à la concurrence des autobus, des avions et de l'automobile, les chemins de fer voyageurs du Canada ont vu leur fréquentation chuter. Le CN, qui assurait désormais le service voyageur sur la ligne, n'était pas vraiment intéressé à financer des services voyageurs sur des lignes comme la subdivision Uxbridge, et cherchait à l'abandonner le plus rapidement possible. Dans les années 1950, les coupures ont commencé avec le retrait du service de Coboconk vers Uxbridge. Dix ans plus tard, le service a été réduit jusqu'à Markham. Dix ans plus tard, le service a été réduit jusqu'à Markham. À ce moment-là, le CN ne faisait circuler qu'un seul train sur la ligne de Toronto à Markham, qui partait à 17h20. Aucun service n'était offert en direction de Toronto. Avec un seul train en circulation, Milliken était sous-utilisée, son abri fortement détérioré a dû être démoli en 1962.
Le transport ferroviaire de passagers s'est recentré sur le service de trains de banlieue, car les zones autour de la subdivision Uxbridge ont commencé à accueillir de nouveaux résidents, pour la plupart des banlieusards de Toronto, et les routes étaient de plus en plus congestionnées. Les banlieusards souhaitaient un nouveau service ferroviaire semblable à celui de GO Transit entre Hamilton et Pickering, qui a débuté en 1967. Le CN a d'abord refusé et a essayé de se débarrasser du service sur la ligne, mais la Commission canadienne des transports a arrêté ses plans et a demandé au CN de fournir un service bidirectionnel et de rétablir le service à Stouffville.
Le service ferroviaire a été sauvé, et deux trains s'arrêtaient à Milliken par jour. Même s'il s'agissait d'une victoire pour les banlieusards, c'est une perte pour le CN et le nouveau service ne durera pas très longtemps. Le CN en avait assez de porter le fardeau de ces liaisons non rentables et voulait se retirer du secteur du transport ferroviaire de passagers le plus tôt possible. En 1976, le CN a commencé à commercialiser son service ferroviaire voyageurs sous le nom de Via Rail, et le CP s'est rapidement joint à lui. En 1977, Via Rail Canada est devenue sa propre société d'État, exploitant toutes les lignes de transport de passagers auparavant exploitées par le CN et le CP. Cela comprenait la subdivision Uxbridge et son train de Toronto à Stouffville.

### Via Rail
Très peu de choses ont changé en ce qui concerne le service. La gare de Milliken a fait l'objet d'une petite rénovation à cette époque, puisqu'un nouveau quai en béton a été installé. Pourtant, la transformation des terres agricoles en banlieues avait commencé à mesure que le nord de Scarborough et Markham se développaient, et que de plus en plus de maisons étaient construites autour de Milliken. Malgré la présence d'une carrière de calcaire au sud de la gare, Milliken était en train de devenir une gare de train de banlieue.
Le service ferroviaire a de nouveau été menacé en 1981, lorsque le gouvernement fédéral a coupé le financement de Via Rail. En conséquence, Via s'est rendu compte qu'il n'avait aucune chance sur le marché des trains de banlieue et se préparait à se débarrasser de certains de ses services de banlieue, comme le train Toronto-Stouffville. Cependant, un nouveau propriétaire n'était pas difficile à trouver.

### GO Transit
À cette époque, GO Transit était devenu un vaste réseau de bus et de trains, reliant des banlieues comme Pickering, Hamilton, Georgetown, Richmond Hill et Milton à Toronto. Étant donné que la ligne Stouffville était principalement une ligne de banlieue qui correspondait au mandat de GO Transit d'alléger la pression sur les autoroutes avoisinantes, il semblait être une idée parfaite pour que GO prenne en charge le service. Le 7 septembre 1982, les trains interurbains jaunes et argentés ont été remplacés par des trains de banlieue verts et blancs à deux étages.
Le service était le même qu'auparavant, avec un seul train en direction du sud pour Toronto le matin et un autre en direction du nord pour Stouffville l'après-midi, mais Milliken subissait sa première transformation en plus de 100 ans. Pour la première fois, les passagers pouvaient acheter des billets sur place, à partir d'un petit guichet qui était une caractéristique commune aux autres gares GO à cette époque, et plusieurs abris et bancs ont été installés. Le quai a été allongé pour accueillir les nouveaux trains.
Même si la gare de Milliken a reçu le statut de gare à part entière qu'elle était censée avoir, les aménagements étaient minimes par rapport aux autres gares. Aucun stationnement n'était disponible à la gare, ce qui signifie que la plupart des passagers devaient prendre un bus ou être déposés par un ami ou un proche. La gare n'avait pas non plus de débarcadère, de sorte que la plupart des automobilistes devaient attendre dans le stationnement de l'ancien Market Village ou sur Steeles Avenue. Le quai était petit et reposait sur une courbe prononcée. Cela posait un problème aux agents de bord, qui devaient vérifier que tous les passagers avaient dégagé les portes avant de les fermer. Par conséquent, toutes les portes ne pouvaient pas s'ouvrir à Milliken. Ainsi, le passage à niveau sur Steeles est devenu plus compliqué au fil du temps. Avec l'augmentation du trafic, les collisions train-véhicule sont devenues plus fréquentes.
Avec la construction de nouvelles banlieues à Markham et dans le nord de Scarborough, la fréquentation de la ligne Stouffville a augmenté, ce qui a nécessité la modernisation de la gare actuelle. Avec l'arrivée de maisons et de centres commerciaux, la demande pour une gare améliorée augmentait. Le 6 septembre 2005, près de 23 ans après la reprise de la ligne par GO Transit, la toute nouvelle gare de Milliken a été inaugurée dans son nouvel emplacement au sud de Steeles Avenue, dans les limites de la ville de Toronto, au nord de Scarborough. La nouvelle gare dispose désormais d'un long quai droit entièrement accessible. Un bâtiment de la gare permet aux passagers d'acheter des billets, d'attendre leur train et d'utiliser les toilettes. La gare dispose également de beaucoup de places de stationnement et d'un débarcadère dédié.
Peu de temps après le déménagement de la gare sur le nouveau site, l'ancienne gare a été démolie. GO n'avait plus besoin de cette gare désuète et voulait s'en débarrasser au plus vite. Pendant des années, il ne restait qu'un panneau indiquant « CN Milliken » à l'endroit où se trouvait la gare. Aujourd'hui, plus de 134 ans après l'ouverture de l'arrêt sur demande, la gare originale a disparu.
En 2001, GO Transit a acheté la subdivision Uxbridge du CN. Cela lui a permis d'ajouter des trains et, par conséquent, d'augmenter le nombre d'usagers. À la fin des années 2010, GO a commencé à travailler à l'amélioration de la voie ferrée entre Scarborough Junction et Unionville. Il y aura bientôt une deuxième voie pour un service bidirectionnel 7 jours sur 7. De plus, la gare est en train d'être reconstruite avec un deuxième quai et de nouvelles installations. Ainsi, après des années d'attente, le passage souterrain de Steeles Avenue sera construit. Il permettra enfin de séparer les voies ferrées de la circulation dense de Steeles Avenue.

## Service aux voyageurs

### Accueil
La billetterie de GO Transit est ouverte en semaine de 5 h 40 à 11 h 45, fermée les fins de semaine et jours fériés. L'ambassadeur de la gare GO peut aider les clients à configurer un type de tarif ou à définir un trajet par défaut sur la carte Presto. Les clients disposent également d'options en libre-service, notamment l'achat d'un billet papier dans un distributeur automatique de billets, le chargement d'une carte Presto dans un distributeur automatique de billets compatible avec Presto, l'achat d'un billet électronique avec leur téléphone intelligent et le paiement au valideur avec une carte de crédit sans contact ou une carte Presto.
La gare est équipée d'une salle d'attente, des toilettes, de Wi-Fi, d'un abri de quai chauffé, d'un téléphone payant, d'un débarcadère, et d'un stationnement incitatif. Des places réservées, et une zone de covoiturage se trouvent au stationnement incitatif. La gare est accessible aux fauteuils roulants.

### Dessert
À partir du 8 avril 2023, six trains partent de la gare d'Old Elm et s'arrêtent à cette gare pour se rendre à la gare Union de Toronto pendant la période de pointe du matin. L'après-midi, six trains s'arrêtent à cette gare en direction d'Old Elm.
Le service en dehors des heures de pointe n'est pas proposé à cette gare. Les passagers se rendant au centre-ville de Toronto ou à Scarborough doivent prendre le bus ou le métro de la TTC, et ceux qui se rendent à Markham et au-delà peuvent prendre le bus de la York Region Transit, ou se connecter à un bus GO en heures creuses à la gare d'Unionville.

### Intermodalité
Les bus locaux n'entrent pas directement dans la gare, mais une courte passerelle à côté de la voie ferrée relie la gare et les arrêts de bus sur Steeles Avenue. Les lignes 53 Steeles East, 953 Steeles East Express et 353 Steeles East (service de nuit) de la Commission de transport de Toronto circulent le long de Steeles Avenue, et les lignes 43 Kennedy, 943 Kennedy Express et 343 Kennedy y font une boucle, tout comme la 57 Midland.
La ligne 8 Kennedy du York Region Transit s'arrête à Steeles Avenue et Kennedy Road.